# 高山佳織
高山 佳織（たかやま かおり）は、日本のタレント。所属事務所はNTB（名古屋タレントビューロー）。

## 経歴
東海ラジオレポートドライバーを経て、2005年4月から『天野良春のラジオクルージング』のアシスタントに。2006年9月いっぱいで同番組アシスタントを卒業。
現在、岐阜放送『スポーツ オブ ドリームス』のアシスタント。
2007年4月から11月まで岐阜テレビで『飛騨國テレビ』に出演した（毎週土曜日）。
| スタブアイコン | サブスタブ | この項目は、まだ閲覧者の調べものの参照としては役立たない、人物に関連した書きかけの項目です。この項目を加筆・訂正などしてくださる協力者を求めています（P:人物伝/PJ:人物伝）。 |